# Quint Fabi Píctor (pretor 189 aC)
Quint Fabi Píctor (en llatí: Quinctus Fabius Q. f. C. n. Pictor) va ser un magistrat romà. Era fill de l'historiador Quint Fabi Píctor, i formava part de la família dels Fabi Píctor, una branca de la gens Fàbia.
Va ser pretor l'any 189 aC i va obtenir Sardina com a província, però com que l'any anterior havia estat consagrat flamen quirinalis, el pontífex màxim no el va deixar moure de Roma. Fabi Píctor es va enfadar molt i va voler renunciar al càrrec, però el senat el va obligar a conservar el càrrec i el va nomenar llavors pretor peregrí. Va morir l'any 167 aC.